# Krẽyé de Cajuapára
Krẽyé de Cajuapára (Krenyê do Cajuapara; Sami sebe nazivaju Krẽyé), pleme američkih Indijanaca iz skupine Istočnih Timbira s gornjeg toka rijeke Gurupy u Brazilu. Jezikom se razlikuju od srodnog plemena Krẽyé de Bacabal, a oba pripadaju porodici Ge. Populacija im je iznosila oko 400 u kasnom 18. stoljeću; 100 (1915.)..